# 巴霍冰原島峰

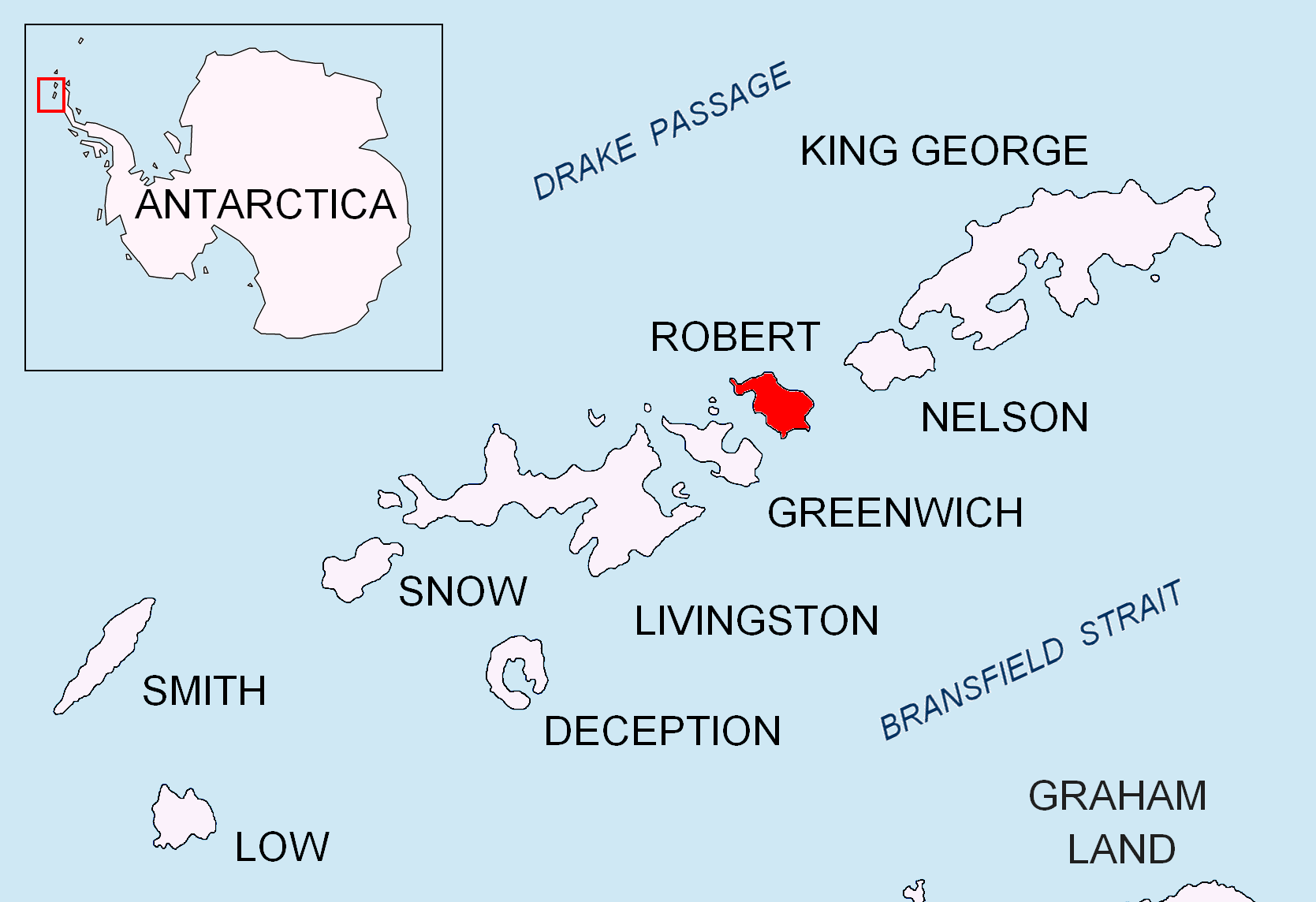

巴霍冰原島峰是南極洲的冰原島峰，位於南設得蘭群島，處於貝隆角東南面1.9公里、愛德華茲角西北面2.69公里、聖克魯斯角以北5.88公里和阿什角東北面6.34公里，海拔高度210米。

## 外部連結
- SCAR Composite Antarctic Gazetteer（页面存档备份，存于）.